# Port-de-Paix
Port-de-Paix (hait. Pòdepè lub Pòdpè) – miasto w północno-zachodniej części Haiti, stolica departamentu Nord-Ouest, na wybrzeżu atlantyckim. W 2007 roku ludność miasta wynosiła 125 000 mieszkańców.
Niegdyś miasto było regionalnym ośrodkiem rolnictwa i przemysłu spożywczego, dziś żyje głównie dzięki przemytowi z USA. Istnieją regularne połączenia promowe miasta z wyspą Tortuga, położoną nieopodal.
Miasto zostało założone w 1644 r. przez hiszpańskich kolonistów,
którzy nadali mu nazwę Valparaíso zwane również Vallee du Paradis. W 1665 r. z Tortugi przybyli tutaj Francuzi, oni też nadali miastu współczesną nazwę. W 1679 r. wybuchło tu pierwsze powstanie czarnych niewolników. Rozkwit miasta miał miejsce pod koniec XVIII i w XIX w., jednak w 1902 r. miasto niemal całkowicie spłonęło podczas wielkiego pożaru i już nigdy nie uzyskało poprzedniej pozycji.
Port-de-Paix jest regionalnym ośrodkiem administracji i siedzibą arrondissement o tej samej nazwie. Arrondissement tworzy pięć gmin: Port-de-Paix, Bassin Bleu, Chansolme oraz wyspa Tortuga.
W mieście znajduje się port lotniczy.